# Tom Wouters
Tom Wouters (geboren te Zottegem 9 juli 1971 en overleden te Gent op 27 maart 2021) was componist, multi-instrumentalist, tekstschrijver en zanger. Naast drums, marimba, vibrafoon speelde hij klarinet, basklarinet en tenorsax.
Hij studeerde klassiek slagwerk bij Frank Nuyts aan het Conservatorium van Gent. Hij werkte aanvankelijk in klassieke circuit (o.a. I Fiammingi en Spectra ensemble). Hij was een perfectionist en was steeds minutieus voorbereid, maar ging al snel op zoek naar een eigen stem.
Eerst in de Gentse impro-band Kamikaze (Kristof Roseeuw op contrabas, Bart Maris (trompet en bugel) en gitarist Filip Wauters) die ze samen uit de grond stampten. 
Met Kamikaze speelden ze ieder jaar ter afsluiting van de Gentse Feesten in het Gentse café ‘den Turk’ van Bertrand Flamang (Later de oprichter van Gent Jazz). De reden hiervoor omschreef hij als volgt: “Omdat hij en entourage toen in schoonheid zouden kunnen eindigen en diegenen die hij in versneld tempo liever buiten wou door onze muziek dat ook deden.”
Nadien richtte Wouters het trio Payday in March op (met Edward Capel en Kristof Roseeuw). Bertrand Flamang vond destijds dat dit de enige band was met potentieel om internationaal te scoren.
Wouters maakte samen met Kristof ook deel uit van Nic Roseeuw's chamber-jazz-punk ensemble ‘Orteké’ (met o.a. Jan Kuyken).
Wouters stond samen met Kristof aan de wieg van RadioKUKAorkest (Lode Vercampt, Kristof Roseeuw, Philippe Thuriot en gastperformances van René Lussier en Filip Wauters), een ensemble opgericht voor het Klara-programma Kunstkaravaan.
Zotteg(h)em was een collectief (met Bart Maris, Thomas De Prins, Filip Wauters, Frederik Vandenberghe, Lode Vercampt, Mirko Banovic) opgericht op vraag van de Beursschouwburg, waar Wouters muziek voor schreef.
Flick Flack Bat was een jazzkwintet met Wouters op drums. (Peter Vandenbergh, John Snauwaert, Jon Birdsong, Steven Van Gool) in opdracht van kunstencentrum Vooruit.
In Crap squeezer verenigde hij jazz, punk en kamermuziek en lag de nadruk op zijn vocale performance (eerste bezetting met Frederik Vandenberghe en Mirko Banovic, tweede bezetting met Filip Wauters op gitaar, Alan Gevaert op bas en Frederik Vandenberghe op drums).
Sweet Defeat: Kamermuziek in ongebruikelijke bezetting met alweer alle composities van de hand van Tom Wouters (met Lode Vercampt en Bert Dockx)
Als sideman was hij vooral bekend als percussionist en klarinettist bij Flat Earth Society. Maar ook bij vele andere projecten, onder andere bij The Simpletones, de band van hedendaags componist Johan De Smet,  Magik Ballet Ensemble (4T4), Das Kammerorchestra (Piet Jorens), Ambush, Arno, dEUS (De vibrafoon partij op “Nothing really ends”), Gerard van Dungen Kwintet, WOFO, Think Of One, Raymond van het Groenewoud, John Watts, Les Pilliers de Cabaret en Funcket.
- MusicBrainz: 999f9539-60d3-4025-8e3f-eacd59d0f569
- Virtual International Authority File: 71156856406949601891